# Jerer Shet'
Jerer Shet' är ett periodiskt vattendrag i Etiopien.   Det ligger i regionen Somali, i den östra delen av landet, 600 km öster om huvudstaden Addis Abeba.